# Banai Dávid
Banai Dávid (Budapest, 1994. május 9. –) magyar labdarúgó,  az Újpest játékosa.

## Pályafutása

### Újpest
Az Újpest utánpótlás csapataiban nevelkedett, 2011-ben az Újpest II-be került. 2012-ben felkerült az első csapatba, és 2015. május 30-án, a Kecskemét ellen 3–0-ra megnyert hazai találkozón mutatkozott be az első osztályban, Balajcza Szabolcsot váltotta az 51. percben. 100. mérkőzését az élvonalban a ZTE ellen játszotta 2022. augusztus 13-án. 

## Sikerei, díjai
Újpest
- Magyar Kupa-győztes (2): 2017–18, 2020–21
- Magyar Kupa-döntős (1): 2015–16